# Palazzo Pantaleo
A tarantói Palazzo Pantaleo 1770-ben épült Francesco Maria Pantaleo báró számára egy korábbi palota helyén. A palota homlokzata a Mar Grandéra néz, ami egyben építtetője gazdagságának és hatalmának a jelképe volt. Mivel a Ponte di Porta Napoli közvetlen közelében épült fel, a báró ellenőrizni tudta a hídon áthaladó kereskedelmet. Az épület figyelemreméltó elemei a nemesi címerekkel díszített homlokzat, melyhez egykoron egy loggia is tartozott, azonban ezt az újjáépítések során elbontották. Az épületben látható néhány szoba eredeti berendezésével illetve a majolika falborítású konyha. A piano nobile mennyezetét Domenico Antonio Carella 1773-ban festett, az Iliászból és Aeneászból vett jeleneteket ábrázoló freskói díszítik.